# 巴什科尔托斯坦共和国国家议会
巴什科尔托斯坦共和国库力台-国家议会（俄语：Государственное собрание — Курултай Республики Башкортостан）是俄罗斯巴什科尔托斯坦共和国的一院制议会，也是该共和国的最高立法机关。

## 选举及构成
巴什科尔托斯坦共和国国家议会由110名代表组成，其中55名代表通过政党名单比例代表制选出，另外55人由单一选区选出，任期五年。任何年满21周岁且未被剥夺投票权的巴什科尔托斯坦共和国公民均可参加国家议会选举。
最近一次选举在2018年9月举行。以下是目前（2018年）巴什科尔托斯坦共和国国家议会的党派构成：
| 政党               | 席位 |
| ------------------ | ---- |
| 统一俄罗斯         | 88   |
| 俄罗斯联邦共产党   | 10   |
| 俄罗斯自由民主党   | 3    |
| 俄罗斯爱国者       | 1    |
| 俄罗斯生态党“绿党” | 1    |
| 社会正义党         | 1    |
| 无党籍             | 6    |

## 职能
根据巴什科尔托斯坦共和国的议会相关法律，巴什科尔托斯坦共和国国家议会职能如下：
- 通过巴什科尔托斯坦共和国宪法，对其进行修改和补充；
- 解释巴什科尔托斯坦共和国的法律，监督其实施；
- 通过巴什科尔托斯坦共和国的社会经济发展方案；
- 通过巴什科尔托斯坦共和国预算，审查其执行情况；
- 审议巴什科尔托斯坦共和国行政区划变动；
- 提出对巴什科尔托斯坦共和国总统的信任表决；
- 批准对巴什科尔托斯坦共和国政府总理及政府官员的任命；
- 任命巴什科尔托斯坦共和国宪法法院院长、副院长和法官；
- 任命巴什科尔托斯坦共和国检察官；
- 举行议会调查和议会听证会；
- 授予巴什科尔托斯坦共和国的国家荣誉称号。